# Cand.scient.cons.
Cand.scient.cons. (latin: candidatus/candidata scientiæ conservandi) er betegnelsen for en person, der er indehaver af en kandidatgrad i konservering fra Kunstakademiets Konservatorskole. 
| Skole | Spire Denne artikel om en skole, en uddannelsesinstitution eller uddannelse er en spire som bør udbygges. Du er velkommen til at hjælpe Wikipedia ved at udvide den. |